# Mar Bambuí

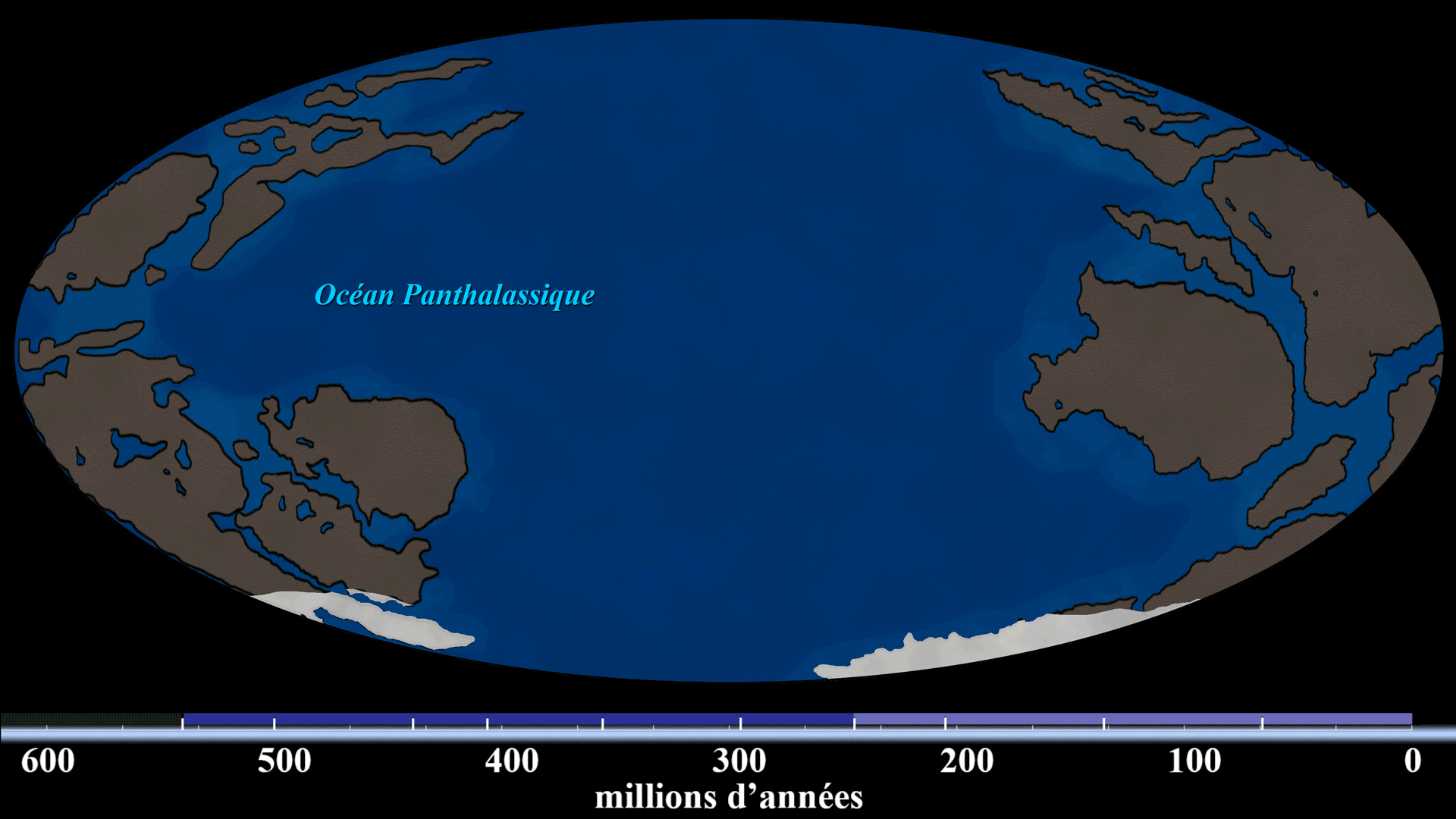
A Terra, há 720 Ma

O Mar Bambuí foi um paleoceano que ocupou parte do atual território do Brasil, notadamente onde está a Serra do Espinhaço e seus prolongamentos, durante o período Neoproterozoico.
Kawashita et al. (1987) encontraram uma idade próxima de 700 milhões de anos para o Mar Bambuí. Tais estudos foram baseados na razão de 87Sr/86Sr, obtida em carbonatos de cálcio de 14 testemunhos de rochas do Grupo Bambuí.

## Características
Após o surgimento da vida a região teria passado por uma glaciação cerca de 850 milhões de anos atrás, após o que ali teria se formado o Mar Bambuí, voltando a vida com os primitivos estromatólitos até que, por volta de há 650 milhões de anos, a Serra do Espinhaço veio a surgir, coincidindo com o surgimento de vida mais complexa, e teve então início a formação do relevo tal como hoje se encontra na Chapada Diamantina.
Com base nos registros sedimentares do grupo Bambuí, constata-se que o Mar era "do tipo epicontinental, isto é, uma bacia com águas rasas, ampla área de ocorrência cujo substrato é representado por crosta siálica"
A formação Serra de Santa Helena do grupo Bambuí representa o afogamento gradual da plataforma carbonática da formação anterior e a deposição de uma sucessão em ambiente marinho plataformal, com profundidades variáveis, submetido, por vezes, à influência de ondas.
Após um mar ancestral, chamado de mar Espinhaço, ter existido nos primórdios da área continental onde hoje está o Brasil (cerca de 1 750 milhões de anos), na região houve também o mar Caboclo que, ao contrário do Bambuí, possuía águas agitadas (datado de cerca de 1 100 milhões de anos atrás).
Segundo o geólogo Ricardo Borges, o mar Bambuí surgiu após o período de enorme glaciação, no Criogênico, provocando o derretimento do gelo a inundação de várias áreas, possivelmente através do paleoceano chamado Clymene. Segundo ele, esse mar, que tinha características similares ao Mar do Caribe atual, "recobriu grande parte do sertão, regiões de alguns estados, como Minas Gerais, e toda a área ocidental da serra do Sincorá, onde atualmente localizam-se os municípios de Nova Redenção e Itaetê", na época em que a América do Sul fazia parte do supercontinente Gondwana. Ali houve ambiente propício aos estromatólitos e seres primitivos formadores de recifes, além de grande deposição de materiais calcários que, atualmente, resultaram na formação das cavernas cársticas da Chapada Diamantina e registros fósseis localizados em Morro do Chapéu.